# Batalha de Fredericksburg
A Batalha de Fredericksburg foi travada de 11 a 15 de dezembro de 1862, dentro e em torno de Fredericksburg, na Virgínia, entre o Exército confederado da Virgínia do Norte, do general Robert Edward Lee e o Exército da União do Potomac, comandado pelo major-general Ambrose Everett Burnside. Os inúteis ataques frontais do exército da União, em 13 de dezembro, contra os entrincheirados defensores confederados posicionados no terreno elevado atrás da cidade é lembrado como uma das batalhas mais unilaterais da Guerra de Secessão, com as baixas da União sendo mais de duas vezes maiores do que as sofridas pelos confederados.
O plano de Burnside era o de atravessar o rio Rappahannock, em Fredericksburg, em meados de novembro e seguir na direção de Richmond, a capital da Confederação, antes que o exército de Lee pudesse detê-lo. Infelizmente, os atrasos burocráticos impediram Burnside de receber a tempo as pontes flutuantes necessárias, e Lee deslocou seu exército para impedir a travessia. Quando o exército da União finalmente foi capaz de construir suas pontes e cruzar o rio sob o fogo cruzado, ocorreu o combate urbano nos dias 11 e 12 de dezembro. As tropas da União prepararam-se para atacar as posições defensivas confederadas ao sul da cidade e em um cume fortemente fortificado a oeste da cidade conhecido por Marye's Heights.
Em 13 de dezembro, a "grande divisão" do major-general William B. Franklin foi capaz de furar a linha defensiva do tenente-general confederado Stonewall Jackson ao sul, mas foi por fim repelida. Burnside ordenou que as grandes divisões dos majores-generais Edwin Vose Sumner e Joseph Hooker fizessem múltiplos ataques frontais contra a posição do tenente-general James Longstreet em Marye's Heights, sendo que todos eles foram repelidos com grandes perdas para a União. Em 15 de dezembro, Burnside retirou seu exército, pondo fim a mais uma campanha fracassada da União no Teatro oriental.

## Antecedentes e o plano de Burnside

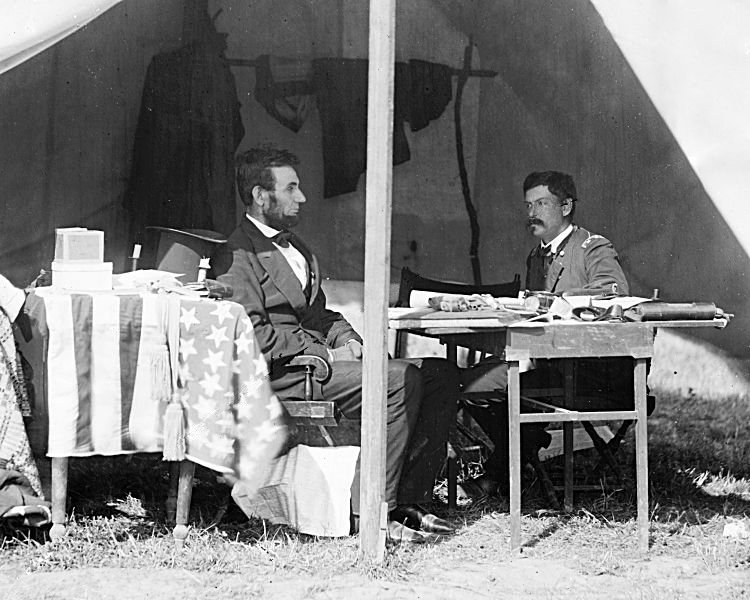
Lincoln e McClellan na tenda do general após a Batalha de Antietam, 3 de outubro de 1862.

Em novembro de 1862, o presidente Abraham Lincoln precisava demonstrar o sucesso dos esforços de guerra da União antes que o público nortista perdesse a confiança em sua administração. Os exércitos confederados estiveram em movimento no início do outono, invadindo o Kentucky e Maryland, e embora cada um deles tivesse retornado, aqueles exércitos permaneceram intactos e aptos para executarem ações posteriores. Lincoln pediu para o major-general Ulysses S. Grant avançar contra o reduto confederado de Vicksburg, Mississippi. Ele substituiu o major-general Don Carlos Buell pelo major-general William Rosecrans, esperando por uma postura mais agressiva contra os confederados no Tennessee. E em 5 de novembro, vendo que a substituição de Buell não tinha estimulado o major-general George B. McClellan a entrar em ação, deu ordens para substituir McClellan no comando do Exército do Potomac, na Virgínia. McClellan havia barrado o avanço de Robert E. Lee na Batalha de Antietam, em Maryland, mas não tinha sido capaz de destruir o exército de Lee, nem de perseguir Lee no seu retorno para a Virgínia de uma forma mais agressiva como pretendido por Lincoln.
O substituto de McClellan era o major-general Ambrose Burnside, comandante do IX Corpo de exército. Burnside tinha criado uma reputação de um comandante independente, com operações bem sucedidas no início daquele ano no litoral da Carolina do Norte e, ao contrário de McClellan, não tinha ambições políticas aparentes. Porém, ele se sentia desqualificado para o posto de comandante de exército e objetou quando lhe foi oferecida a posição. Aceitou apenas quando lhe ficou claro que McClellan seria substituído de qualquer maneira, e que a alternativa para o comando seria a do major-general Joseph Hooker, de quem Burnside não gostava e  não confiava. Burnside assumiu o comando em 7 de novembro.
Em resposta à insistência de Lincoln e do general em chefe, major-general Henry Wagner Halleck, Burnside planejou uma ofensiva para o final do outono. Comunicou seu plano para Halleck em 9 de novembro. O plano contava com movimentos rápidos e de surpresa. Burnside iria concentrar seu exército de uma forma visível perto de Warrenton, fingindo um deslocamento para Culpeper Court House, Orange Court House, ou Gordonsville. Então iria mudar repentinamente seu exército para a direção sudeste e atravessar o rio Rappahannock em Fredericksburg, na esperança de que Robert E. Lee permanecesse imóvel, sem saber das verdadeiras intenções de Burnside, enquanto o exército da União fazia um rápido movimento contra Richmond, ao sul, ao longo da ferrovia Richmond, Fredericksburg e Potomac a partir de Fredericksburg. Burnside escolheu este plano, porque achava que, se fosse diretamente para o sul, a partir de Warrenton, estaria exposto a um ataque pelos flancos efetuado pelo tenente-general Thomas J. "Stonewall" Jackson, cujo corpo de exército estava naquele momento no vale do Shenandoah, ao sul de Winchester. Burnside acreditava também que a ferrovia Orange e Alexandria seria uma linha de apoio inadequada. (Burnside foi influenciado também pelo plano de McClellan que começou a desenvolver um pouco antes de ser substituído no comando do exército. Sabendo que Lee havia bloqueado a ferrovia, McClellan considerava viável a rota através de Fredericksburg e ordenou a um pequeno grupo de cavaleiros comandado pelo capitão Ulric Dahlgren que investigasse as condições da ferrovia Richmond, Fredericksburg e Potomac.) Enquanto Burnside começava a montar uma base de suprimentos em Falmouth, perto de Fredericksburg, a administração de Lincoln mantinha um longo debate sobre a sensatez de seu plano, já que ele diferia da preferência do presidente por um movimento em direção ao sul, ao longo da ferrovia Orange e Alexandria e de um confronto direto com o exército de Lee, em vez do movimento centrado na cidade de Richmond. Lincoln relutantemente aprovou o plano em 14 de novembro, mas alertou seu general para se deslocar com grande velocidade, certamente duvidando de que Lee cooperaria com o plano de Burnside.

## Forças beligerantes
Burnside organizou seu Exército do Potomac em três então chamadas grand divisions, organizações que incluíam os corpos de infantaria, cavalaria e artilharia, compreendendo 120 mil homens, dos quais 114 mil estariam envolvidos na próxima batalha:
- A Grande Divisão da Direita, comandada pelo major-general Edwin V. "Bull" Sumner, consistia do II Corpo de exército do major-general Darius N. Couch (as divisões dos brigadeiros-generais Winfield Hancock, Oliver O. Howard e William H. French) e do IX Corpo de exército do brigadeiro-general Orlando B. Willcox (as divisões dos brigadeiros-generais William Wallace Burns, Samuel D. Sturgis, e George W. Getty). Uma divisão de cavalaria sob o comando do brigadeiro-general Alfred Pleasonton foi anexada.
- A Grande Divisão do Centro, comandada pelo major-general Joseph Hooker, consistia do III Corpo de exército do brigadeiro-general George Stoneman (as divisões dos brigadeiros-generais David B. Birney, Daniel Sickles, e Amiel Weeks Whipple) e o V Corpo de exército do brigadeiro-general Daniel Butterfield (as divisões dos brigadeiros-generais Charles Griffin, George Sykes, e Andrew A. Humphreys). Uma brigada de cavalaria sob o comando do brigadeiro-general William W. Averell foi anexada.
- A Grande Divisão da Esquerda, comandada pelo major-general William B. Franklin, consistia do I Corpo de exército do major-general John Reynolds (as divisões dos brigadeiros-generais Abner Doubleday e John Gibbon e do major-general George Gordon Meade) e do VI Corpo de exército do major-general William F. "Baldy" Smith (as divisões dos brigadeiros-generais William T. H. Brooks, Albion P. Howe, e John Newton). Uma brigada de cavalaria comandada pelo brigadeiro-general George Dashiell Bayard foi anexada.
- A Reserva, comandada pelo major-general Franz Sigel do XI Corpo de exército, estava na área de Fairfax Court House. O XII Corpo de exército, sob o comando do major-general Henry Warner Slocum, foi chamado de Harpers Ferry para Dumfries, Virgínia, para se juntar à força reserva em 9 de dezembro, mas nenhum desses soldados participou da batalha.[8]

O Exército da Virgínia do Norte de Robert E. Lee tinha cerca de 85 mil homens, com 72,5 mil contratados. Sua organização do exército em corpos de exército foi aprovado por um ato do Congresso Confederado em 6 de novembro de 1862.
- O Primeiro Corpo de exército do tenente-general James Longstreet incluía as divisões dos majores-generais Lafayette McLaws, Richard H. Anderson, George Pickett, e John Bell Hood, e do brigadeiro-general Robert Ransom, Jr.
- O Segundo Corpo de exército do tenente-general Thomas J. "Stonewall" Jackson incluía as divisões dos majores-generais Daniel Harvey Hill e A. P. Hill, e dos brigadeiros-generais Jubal Early e William B. Taliaferro.
- A Artilharia de Reserve sob o comando do brigadeiro-general William N. Pendleton.
- A Divisão de Cavalaria sob o comando do major-general J. E. B. Stuart.

Os dois exércitos em Fredericksburg representaram o maior número de homens armados que já se defrontaram em combate durante a Guerra de Secessão.

## Deslocamento para a batalha
O Exército da União começou sua marcha em 15 de novembro, e os primeiros elementos chegaram em Falmouth em 17 de novembro. O plano de Burnside já começou a dar errado. Ele havia solicitado pontes flutuantes para serem enviadas à frente de combate e montadas para a sua rápida travessia do rio Rappahannock, mas por causa da péssima atuação administrativa, as pontes não chegaram antes do exército. Assim que o major-general Edwin Vose Sumner chegou, exigiu veementemente a travessia imediata do rio para que pudesse dispersar a força simbólica da Confederação de 500 homens na cidade e ocupar as posições no terreno mais elevado a oeste. Burnside estava ansioso, preocupado com que as chuvas do outono aumentassem o nível do rio e tornassem inviáveis os pontos onde se pudesse passar a pé ou a cavalo e que Sumner pudesse ficar isolado e ser destruído. Foi então obrigado a abrir mão de sua iniciativa e ordenou que Sumner aguardasse em Falmouth.
Lee, à princípio, achou que Burnside conseguiria cruzar o rio Rappahannock e que para proteger Richmond, deveria assumir a próxima posição defensiva ao sul, no rio North Anna. Mas quando viu como Burnside se deslocava lentamente  (e como o Presidente da Confederação Jefferson Davis expressava reservas no planejamento de uma batalha tão próxima de Richmond), dirigiu todo o seu exército para Fredericksburg. Em 23 de novembro, todo o corpo de exército de James Longstreet  havia chegado e Lee posicionou-o na colina conhecida como Marye's Heights, a oeste da cidade, com a divisão de Anderson na extrema esquerda, McLaws diretamente atrás da cidade, e Pickett e Hood à direita. Lee chamou Stonewall Jackson em 26 de novembro, mas o comandante do Segundo Corpo de exército já havia se antecipado e iniciou uma marcha forçada com suas tropas partindo de Winchester em 22 de novembro, cobrindo até trinta quilômetros por dia. Jackson chegou ao quartel-general de Lee em 29 de novembro e suas divisões foram mobilizadas para evitar que Burnside atravessasse o rio abaixo de Fredericksburg: a divisão de Daniel Harvey Hill dirigiu-se para Port Royal, trinta quilômetros rio abaixo; a divisão de Jubal Early posicionou-se vinte quilômetros rio abaixo em Skinker's Neck; a divisão de A. P. Hill, na casa de Thomas Yerby, "Belvoir", cerca de dez quilômetros a sudeste da cidade; e a divisão de Taliaferro ao longo da ferrovia Richmond, Fredericksburg e Potomac, 6 quilômetros ao sul, na Guinea Station.
Os barcos e equipamentos para uma única ponte flutuante chegaram a Falmouth em 25 de novembro, demasiado tarde para permitir que o Exército do Potomac atravessasse o rio sem oposição. Burnside ainda teve uma oportunidade, no entanto, porque até então ele estava enfrentando apenas a metade do exército de Lee, ainda não entrincheirados, e se ele agisse rapidamente, poderia ter sido capaz de atacar Longstreet e derrotá-lo antes de Jackson chegar. Mais uma vez ele desperdiçou sua oportunidade. O número total de pontes chegou ao final do mês, mas nessa altura Jackson estava presente e Longstreet estava preparando fortes defesas.
Burnside originalmente planejou atravessar seu exército a leste de Fredericksburg em Skinker's Neck, mas as canhoneiras federais foram alvejadas lá e os observadores baloeiros haviam reportado que as divisões de Early e D.H. Hill estavam nessa área. Agora, supondo que Lee tivesse se antecipado a seu plano, Burnside achou que os confederados haviam enfraquecido a sua esquerda e centro para concentrarem-se contra ele em sua direita. Então decidiu atravessar diretamente em Fredericksburg. Em 9 de dezembro, escreveu a Halleck, "Acho que agora o inimigo ficará mais surpreso com uma travessia imediatamente em nossa frente do que em qualquer outra parte do rio. … Estou convencido de que uma grande força do inimigo está agora concentrada em Port Royal, sua esquerda descansando em Fredericksburg, que esperamos surpreender". Além de sua vantagem numérica no efetivo das tropas, Burnside também tinha a vantagem de saber que seu exército não seria atacado de forma eficaz. Na outra margem do Rappahannock, 220 peças de artilharia foram posicionadas na colina conhecida como Stafford Heights para evitar que o exército de Lee executasse qualquer contra-ataque importante.

## Batalha

### A travessia do Rappahannock, 11-12 de dezembro
Os engenheiros da União começaram a montar seis pontes flutuantes antes do amanhecer de 11 de dezembro, duas ao norte do centro da cidade, uma terceira no extremo sul da cidade, e três mais ao sul, perto da confluência do Rappahannock com o Run Deep. Os engenheiros que construíam as pontes bem em frente à cidade ficaram sob o fogo dos franco-atiradores confederados, principalmente os da brigada do Mississippi, do brigadeiro-general William Barksdale, no comando das defesas da cidade. A artilharia da União tentou desalojar os atiradores, mas as suas posições nos porões das casas tornavam o fogo de 150 espingardas praticamente ineficaz. Finalmente, o comandante da artilharia de Burnside, o brigadeiro-general Henry Jackson Hunt, convenceu-o a enviar grupos de desembarque de infantaria a bordo de canhoneiras para garantir uma pequena cabeça de ponte e derrotar os atiradores. O coronel Norman J. Hall ofereceu sua brigada para esta tarefa. Burnside de repente ficou relutante, recriminando Hall, na frente de seus homens, dizendo que "o esforço significava a morte para a maioria dos que fossem realizar a viagem". Quando seus homens responderam ao pedido de Hall com três vivas, Burnside cedeu. Às três horas da tarde, a artilharia da União iniciou um bombardeio preparatório e 135 soldados de infantaria do 7º de Michigan e do 19º de Massachusetts lotaram os pequenos barcos. Eles atravessaram com sucesso o rio e se espalharam em uma linha de escaramuça para eliminar os franco-atiradores. Embora alguns dos confederados tenham se rendido, a luta prosseguiu rua após rua através da cidade até que os engenheiros completassem as pontes. A Grande Divisão da Direita, de Sumner, começou a atravessar o rio às 16:30 horas, mas o grosso de seus homens não cruzou até 12 de dezembro. A Grande Divisão do Centro, de Hooker, atravessou em 13 de dezembro, usando as pontes norte e sul.
O ataque aos edifícios da cidade por tropas da infantaria de Sumner e pelo fogo de artilharia a partir da travessia do rio deu início ao primeiro grande combate urbano da guerra. Os artilheiros da União lançaram mais de 5 mil projéteis contra a cidade e as colinas a oeste. Ao cair da noite, quatro brigadas de tropas da União ocupavam a cidade, que eles saquearam com uma fúria que não tinha sido vista na guerra até então. Este comportamento enfureceu Lee, que comparou suas depredações com as dos antigos vândalos. A destruição também irritou as tropas confederadas, muitas das quais eram virginianas nativas. Muitos do lado da União também ficaram chocados com a destruição infligida a Fredericksburg. As baixas civis foram extraordinariamente poucas em meio a tanta violência generalizada; George Rable estima não mais do que quatro mortes de civis.
As travessias do rio ao sul da cidade, pela Grande Divisão da Esquerda, de Franklin, foram muito menos cansativas. As duas pontes foram concluídas até as 11 horas do dia 11 de dezembro, enquanto as cinco baterias de artilharia da União protegiam os engenheiros do fogo dos franco-atiradores. Franklin recebeu ordem às quatro horas da tarde para atravessar o rio com todos os seus comandados, mas apenas uma única brigada foi enviada antes de escurecer. As travessias foram retomadas na madrugada e foram concluídas à 1h00 da tarde de 12 de dezembro. No início de 13 de dezembro, Jackson ordenou que as divisões sob os comandos de Jubal Early e D.H. Hill, posicionadas rio abaixo, se juntassem à sua principal linha defensiva ao sul da cidade.
As instruções verbais de Burnside em 12 de dezembro esboçaram um ataque principal realizado por Franklin, apoiado por Hooker, no flanco sul, enquanto Sumner fazia um ataque secundário no norte. Suas ordens reais em 13 de dezembro soaram vagas e confusas para seus subordinados. Às cinco horas da tarde de 12 de dezembro, ele fez uma inspeção rápida ao flanco sul, onde Franklin e seus subordinados o pressionaram a dar ordens para um ataque definitivo pela manhã executado pela grande divisão, assim eles teriam tempo suficiente para posicionar suas forças durante a noite. No entanto, Burnside se mostrou relutante e a ordem não chegou a Franklin até as 7h15 ou 7h45 da manhã seguinte. Quando ela finalmente chegou, não era o que  Franklin tão esperava. Ao invés de ordenar um ataque com toda a grande divisão de quase 60 mil homens, era para Franklin manter seus homens em posição, mas deveria enviar "uma divisão, pelo menos", para apossar-se do terreno elevado (Prospect Hill) em torno de Hamilton's Crossing, era para Sumner enviar uma divisão através da cidade até Telegraph Road. Burnside aparentemente esperava que esses ataques fracos pudessem intimidar Lee, fazendo com que ele se retirasse. Infelizmente, Franklin, que originalmente defendia um ataque vigoroso, escolheu interpretar a ordem extremamente conservadora de Burnside. O brigadeiro-general James Allen Hardie, que entregou a ordem, não se assegurou de que as intenções de Burnside tivessem sido compreendidas por Franklin, e as imprecisões no mapa com relação à rede rodoviária tornaram essas intenções pouco claras. Além disso, a escolha de Burnside do verbo "apossar-se" era menos vigorosa na terminologia militar do século XIX do que uma ordem para "capturar" a colina.

### Sul da cidade, 13 de dezembro

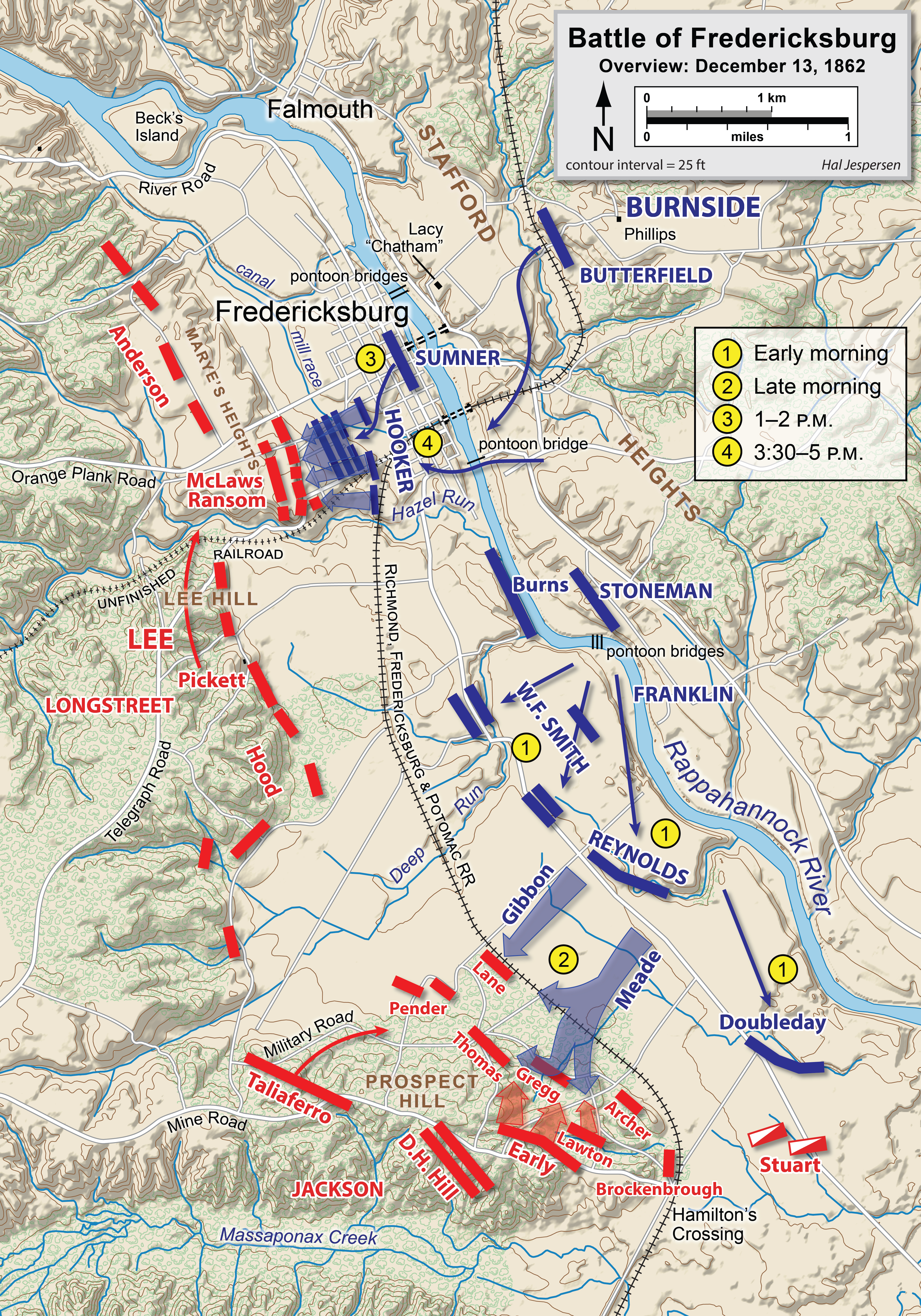
Visão geral da batalha, 13 de dezembro de 1862.

Franklin ordenou ao seu comandante do I Corpo de exército, o major-general John Reynolds, que selecionasse uma divisão para o ataque. Reynolds escolheu sua menor divisão, cerca de 4,5 mil homens comandados pelo major-general George G. Meade, e atribuiu à divisão do brigadeiro-general John Gibbon apoiar o ataque de Meade. Sua divisão de reserva, sob o comando do major-general Abner Doubleday, deveria cobrir o lado sul e proteger o flanco esquerdo entre a estrada de Richmond e o rio. A divisão de Meade começou a se deslocar às 8h30 horas da manhã sob uma densa névoa, que não se dissiparia antes das dez horas, com a divisão de Gibbon seguindo a sua direita, na retaguarda. Inicialmente elas marcharam paralelamente ao rio, virando à direita para cobrir a estrada de Richmond, onde começaram a ser atingidas pelo fogo da Artilharia Montada da Virgínia sob o comando do major John Pelham. Pelham começou com dois canhões, um canhão obus de campanha de 12 cm "Napoleon" e um Blakely, mas continuou com apenas um após o último ter sido desativado por fogo de contrabateria. "Jeb" Stuart mandou dizer a Pelham que ele deveria se sentir livre para retirar-se de sua posição perigosa a qualquer momento, a que Pelham respondeu: "Diga ao general que eu posso manter minha posição". A Brigada de Ferro (anteriormente sob o comando de Gibbon, mas agora liderada pelo brigadeiro-general Salomão Meredith) foi enviada para enfrentar a artilharia a cavalo confederada. Esta ação foi principalmente conduzida pelo 24º Regimento de Infantaria de Voluntários do Michigan, um regimento formado por soldados recém-alistados que havia se juntado à brigada em outubro. Após cerca de uma hora, as munições de Pelham começaram a escassear e ele se retirou. O general Lee observou a ação e comentou sobre Pelham, um jovem de 24 anos, "É glorioso ver tamanha coragem em alguém tão jovem". A vítima mais proeminente do fogo de Pelham foi o brigadeiro-general George Dashiell Bayard, um general de cavalaria mortalmente ferido por um projétil quando estava de reserva perto do quartel-general de Franklin. As principais baterias de artilharia de Jackson tinham permanecido em silêncio no nevoeiro durante essa troca, mas as tropas da União logo começaram a receber o fogo direto de Prospect Hill, principalmente de cinco baterias dirigidas pelo tenente-coronel Reuben Lindsay Walker, e o ataque de Meade foi barrado cerca de 550 metros de seu objetivo inicial por quase duas horas por estes combinados ataques de artilharia.

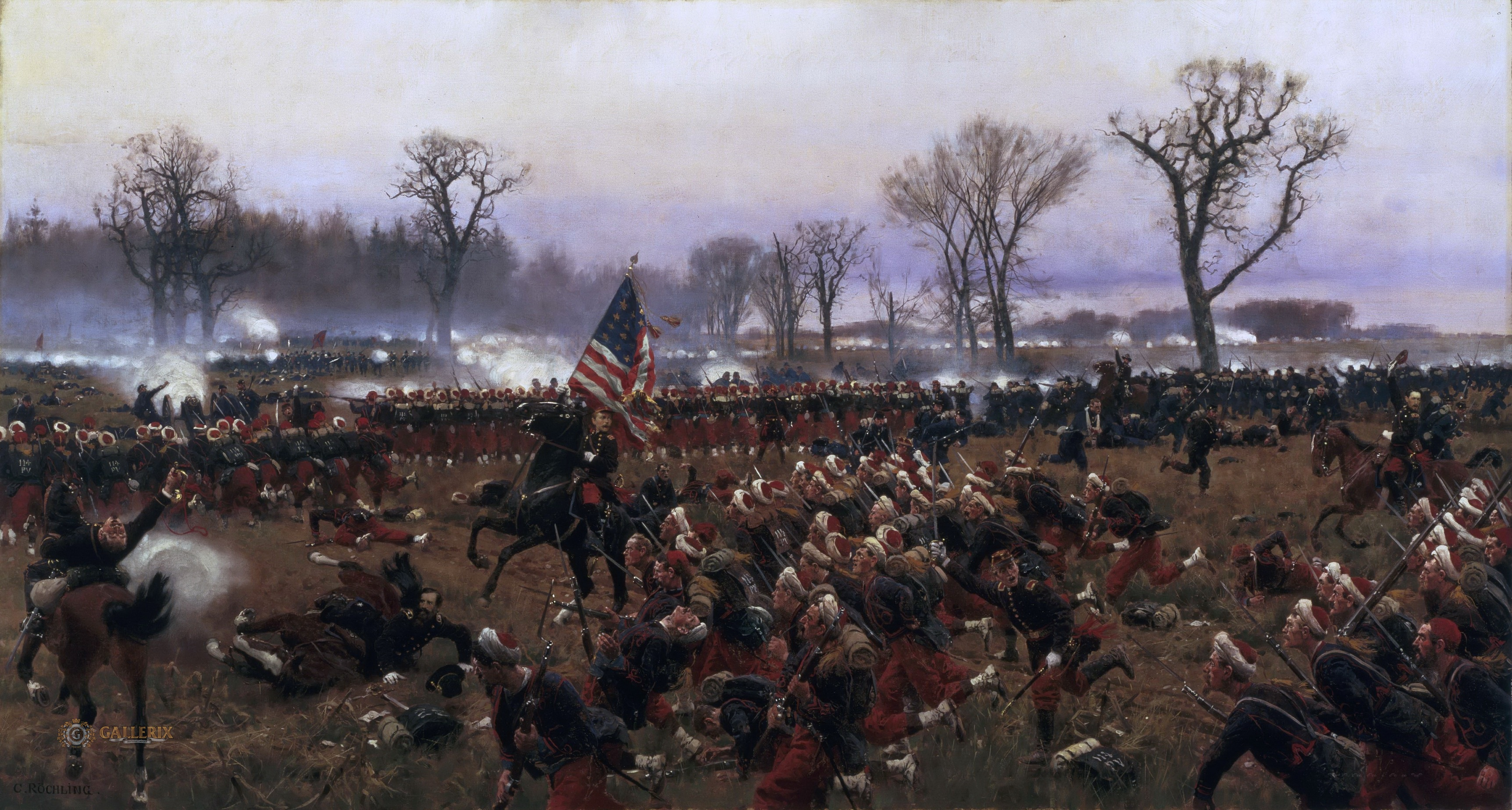
Ataque a Prospect Hill, por Carl Röchling.

O fogo de artilharia da União foi suspenso quando os homens de Meade avançaram, por volta de uma hora da tarde, em direção às forças de Jackson, de cerca de 35 mil homens escondidos na colina arborizada na frente de ataque de Meade. Sua formidável linha defensiva tinha uma falha imprevista. Na linha defensiva da divisão de A.P. Hill, uma porção triangular da floresta que se estendia além da ferrovia era pantanosa e coberta com vegetação rasteira espessa e os confederados tinham deixado uma lacuna de 550 metros lá entre as brigadas dos brigadeiros-generais James Henry Lane e James J. Archer. A brigada do brigadeiro-general Maxcy Gregg ficou posicionada cerca de um quarto de milha atrás dessa abertura. A 1ª Brigada de Meade (do coronel William Sinclair) ingressou na brecha, subiu o aterro ferroviário, e virou à direita pelos arbustos, atingindo a brigada de Lane no flanco. Seguindo imediatamente atrás, a sua 3ª Brigada (do brigadeiro-general Conrad Feger Jackson) virou à esquerda e atingiu o flanco de Archer. A 2ª Brigada (do coronel Albert L. Magilton) surgiu em apoio e misturou-se com as brigadas na liderança. Como a abertura na defesa confederada aumentou com a pressão nos flancos, milhares de homens de Meade atingiram o topo da colina e avançaram contra a brigada de Gregg. Muitos desses confederados estavam com suas armas empilhadas, enquanto estavam sob o fogo da artilharia da União e não esperavam serem atacados nesse momento, desse modo foram mortos ou capturados desarmados. Gregg à princípio confundiu os soldados da União com tropas confederadas em fuga e ordenou que seus homens não disparassem sobre eles. Enquanto ele andava a cavalo com destaque na frente de suas linhas, o Gregg parcialmente surdo não podia ouvir os federais que se aproximam ou as balas voando em torno dele. Foi baleado na medula espinhal, e morreu dois dias depois.
As divisões de reserva confederadas, as divisões dos brigadeiros-generais Jubal Early e William B. Taliaferro, deslocaram-se para onde estava ocorrendo a luta, por trás da posição original de Gregg. Inspirados por seu ataque, os regimentos de Lane e as brigadas de Archer se reuniram e formaram uma nova linha defensiva na brecha original defensiva. Agora, os homens de Meade recebiam fogo dos três lados e não conseguiram suportar a pressão. Feger Jackson tentou ainda atacar pelo flanco uma bateria confederada, mas depois que seu cavalo foi baleado e teve de prosseguir a pé, foi baleado na cabeça por uma rajada e sua brigada retirou-se, sem liderança (o coronel Joseph W. Fisher logo substituiu Jackson no comando).
À direita de Meade, a divisão de Gibbon estava preparada para avançar à uma hora da tarde, e o brigadeiro-general Nelson Taylor propôs a Gibbon que complementasse o ataque de Meade com uma carga de baionetas contra a posição de Lane. Porém, Gibbon declarou que isso violaria suas ordens, e assim, a brigada de Taylor não avançou até 1:30 da tarde. O ataque não teve o benefício de explorar uma brecha na defesa, nem os soldados da União tinham qualquer cobertura florestal para proteger seu avanço, sendo assim, o progresso foi lento sob o fogo pesado da brigada de Lane e da artilharia confederada. Seguindo imediatamente Taylor estava a brigada do coronel Peter Lyle, e o avanço das duas brigadas foi interrompido por uma parada antes de chegarem à ferrovia. Comprometendo a sua reserva às 1h45 da tarde, Gibbon avançou sua brigada, sob o comando do coronel Adrian R. Root, por entre os sobreviventes das duas primeiras brigadas, mas logo foram obrigados também a interromperem o avanço. Finalmente, alguns dos federais atingiram o topo da colina e tiveram algum sucesso durante o combate corpo-a-corpo. Os homens de ambos os lados haviam esgotado suas munições e recorreram às baionetas e coronhadas, e até mesmo fuzis sem munição com baionetas foram jogados como se fossem dardos. Porém, eles foram forçados a recuar através do aterro ferroviário juntamente com os homens de Meade à sua esquerda. O ataque de Gibbon, apesar das pesadas baixas, falhou em não possibilitar a Meade um avanço temporário.

Meu Deus, general Reynolds, eles pensaram que minha divisão poderia açoitar o exército inteiro de Lee?

Major-general George G. Meade ao major-general John F. Reynolds, tarde de 13 de dezembro.
Após a batalha Meade queixou-se que alguns dos oficiais de Gibbon não tinham exigido rapidez suficiente. Mas sua frustração fundamental foi com o brigadeiro-general David B. Birney, cuja divisão do III Corpo de exército havia sido designada para também apoiar o ataque. Birney alegou que seus homens haviam sido submetidos ao fogo intenso de artilharia assim que eles se reuniram, que ele não entendeu a importância do ataque Meade, e que Reynolds não tinha ordenado que sua divisão avançasse. Quando Meade galopou para a retaguarda para atacar Birney com uma sequência de palavrões ferozes que, nas palavras de um tenente da equipe, "quase causaram arrepios nas pedras", ele foi finalmente capaz de ordenar ao brigadeiro para avançar sob sua própria responsabilidade, mas guardou ressentimentos por semanas. Nesse momento, porém, já era tarde demais para realizar qualquer outra ação ofensiva.
A divisão de Early começou um contra-ataque, liderado inicialmente pela brigada da Geórgia, do coronel Edmund N. Atkinson, que inspirou os homens das brigadas do coronel Robert Hoke, do brigadeiro-general James J. Archer, e do coronel John M. Brockenbrough a avançar à frente para além das valas da ferrovia, forçando os homens de Meade da floresta a um recuo desordenado, seguidos de perto pelos homens de Gibbon. As ordens de Early para suas brigadas eram para perseguir o inimigo em fuga para o mais longe da ferrovia, mas em meio ao caos muitos mantiveram a pressão sobre os campos abertos até a estrada velha de Richmond, onde eram alvos mais fáceis para o fogo da artilharia da União. Os confederados também foram atingidos pelo avanço tardio da brigada de Birney, comandada pelo brigadeiro-general J. H. Hobart Ward. Birney seguiu com as brigadas dos brigadeiros-generais Hiram Gregory Berry e John C. Robinson, que interrompeu o avanço rebelde que ameaçava fazer com que a União recuasse até o rio. Qualquer avanço adicional confederado foi dissuadido com a chegada da divisão do III Corpo de exército do brigadeiro-general Daniel Sickles à direita. O general Burnside, que por esta altura estava focado em seus ataques contra Marye's Heights, estava consternado por seu ataque do flanco esquerdo não ter conseguido manter o sucesso obtido no início do dia. Ordenou então para Franklin "avançar à sua direita e em frente", mas apesar de repetidas súplicas, Franklin recusou, alegando que todas as suas forças estavam ocupadas. Isso não era verdade, uma vez que todo o VI Corpo de exército e a divisão do I Corpo de exército do brigadeiro-general Abner Doubleday haviam permanecido a maior parte do tempo inativas, sofrendo apenas algumas baixas do fogo de artilharia confederada, enquanto aguardavam na reserva.

É bom que a guerra seja algo tão terrível, ou cresceremos muito afeiçoados a ela.

General Robert E. Lee, assistindo ao massacre do contra-ataque confederado do centro de sua linha de defesa, uma posição agora conhecida como Lee's Hill
Os confederados retiraram-se de volta para a segurança das colinas ao sul da cidade. Stonewall Jackson considerou a possibilidade de efetuar um contra-ataque a cavalo, mas a artilharia federal e a escuridão iminente o fizeram mudar de ideia. A descoberta fortuita da União havia sido desperdiçada, porque Franklin não deu respaldo à conquista de Meade com alguns dos vinte mil homens que estavam na reserva. Nem Franklin nem Reynolds tiveram qualquer envolvimento pessoal na batalha, e estiveram indisponíveis para seus subordinados no momento crítico. As baixas de Franklin foram cerca de 5 mil homens em comparação com os 3,4 mil de Stonewall Jackson, demonstrando a ferocidade dos combates. As escaramuças e os duelos de artilharia continuaram até o anoitecer, mas não aconteceram ataques adicionais importantes, enquanto o centro da batalha deslocou-se para o norte, para Marye's Heights.

### Marye's Heights, 13 de dezembro

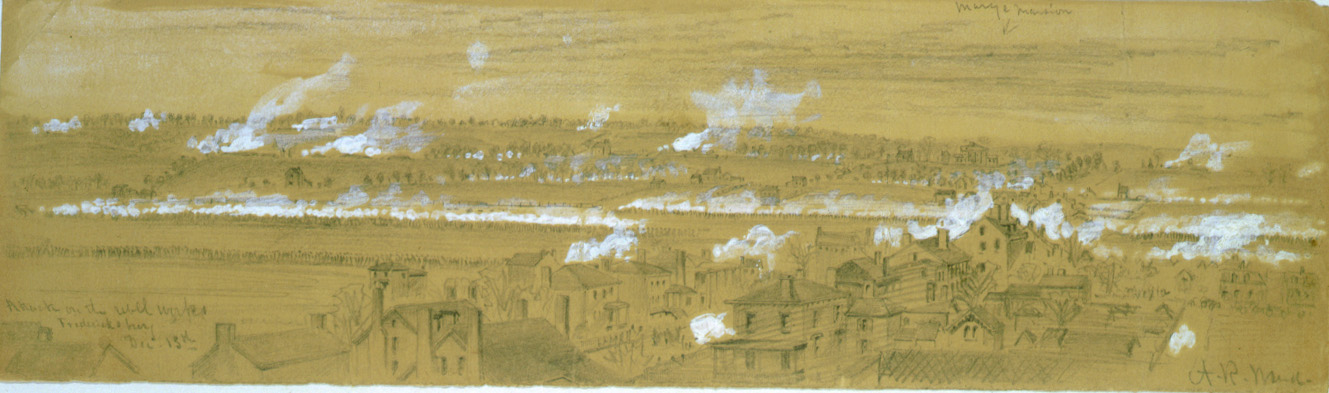
Ataque aos Alvos dos Rebeldes, 1862. Esboço de Alfred Waud.

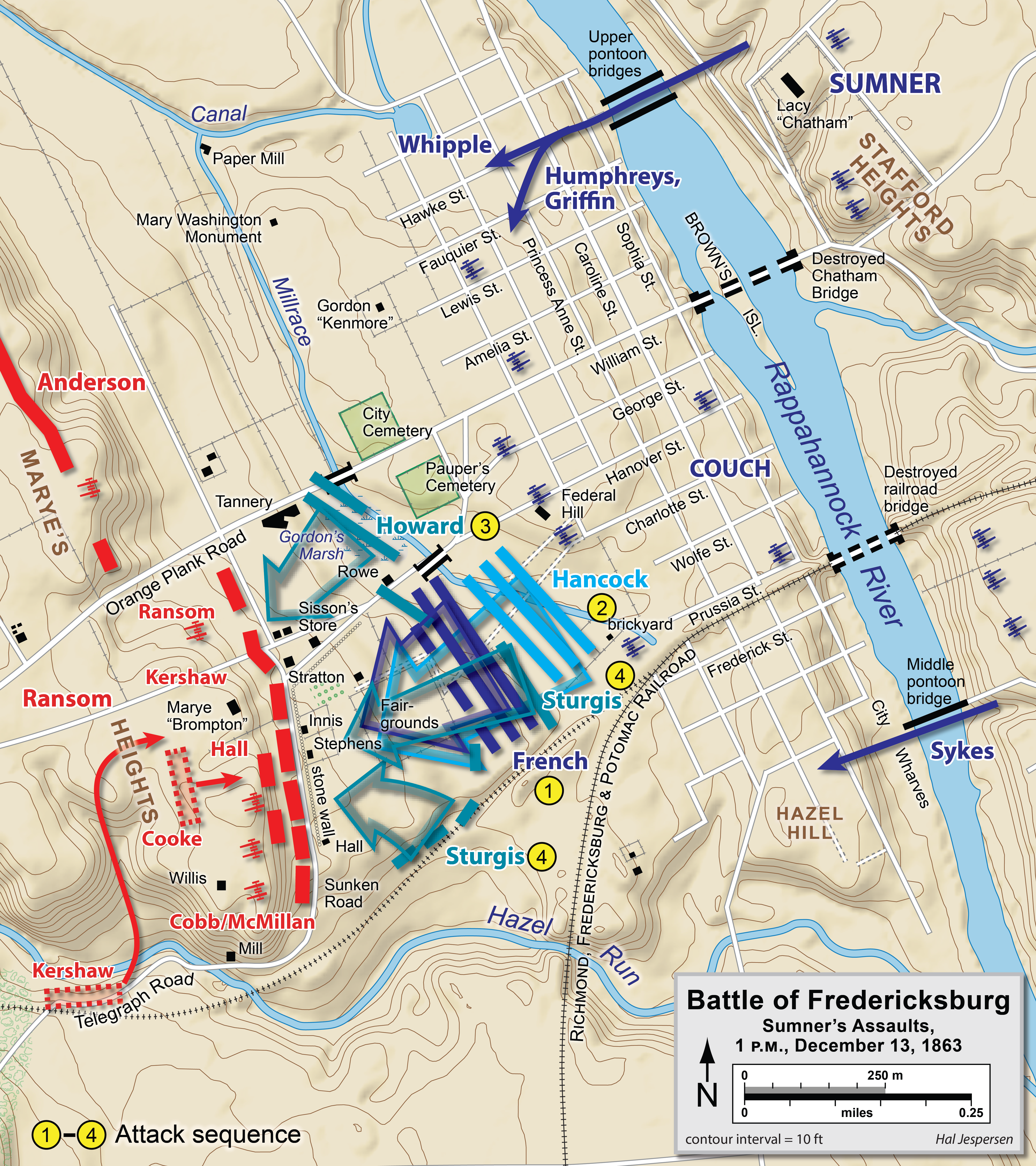
O ataque de Sumner, 1:00 hora da tarde, 13 de dezembro de 1862. A sequência dos ataques das divisões da União foi: French (II Corpo de exército), Hancock (II), Howard (II), e Sturgis (IX).

No extremo norte do campo de batalha, a divisão do brigadeiro-general William H. French, do II Corpo de exército preparou-se para avançar, sujeita ao fogo de artilharia confederada que estava sem uma boa visão em decorrência do nevoeiro que cobria a cidade de Fredericksburg. As ordens do general Burnside para o major-general Edwin Vose Sumner, comandante da Grande Divisão da Direita, foi a de enviar "uma divisão ou mais" para tomar o terreno elevado, a oeste da cidade, assumindo que o seu ataque ao extremo sul da linha de defesa confederada seria a ação decisiva da batalha. A avenida da abordagem era difícil, principalmente pela existência de campos abertos, mas interrompidos por casas dispersas, cercas e jardins que iriam restringir a circulação das linhas de batalha. Um canal situado cerca de 180 metros a oeste da cidade, atravessado por três pontes estreitas, exigiria das tropas da União que se agrupassem em colunas antes de prosseguir. Cerca de 550 metros a oeste de Fredericksburg ficava uma colina baixa conhecida como Marye's Heights, elevada cerca de doze a quinze metros acima da planície. (Embora popularmente conhecida como Marye's Heights, era composta por várias colinas separadas por ravinas, de norte a sul: Taylor's Hill, Stansbury Hill, Marye's Hill, e Willis Hill.) Perto do topo da parte da montanha compreendendo Marye's Hill e Willis Hill, uma via estreita e sinuosa, a Telegraph Road, conhecida após a batalha como Sunken Road, estava protegida por um muro de pedras de cerca de um metro de altura, reforçado em alguns lugares com parapeitos e abatises, tornando-se uma posição perfeita para a infantaria defensiva. O major-general confederado Lafayette McLaws inicialmente tinha cerca de 2 mil homens na linha de frente da Marye's Heights e havia um adicional de 7.000 homens em reserva no topo da elevação e atrás da colina. Toda a artilharia tinha uma cobertura quase ininterrupta da planície abaixo. O general Longstreet tinha sido assegurado por seu comandante de artilharia, o tenente-coronel Edward Porter Alexander, "General, nós cobrimos esse terreno agora tão bem que vamos passa-lo a pente fino. Uma galinha não poderia viver nesse campo quando iniciarmos o ataque".
O nevoeiro dispersou em torno das dez horas da manhã e Sumner deu a ordem para avançar uma hora depois. A brigada de French, sob o comando do brigadeiro-general Nathan Kimball, começou a se deslocar ao meio-dia. Eles avançaram lentamente através do fogo de artilharia pesada, atravessaram o canal em colunas sobre as pontes estreitas, e posicionaram-se em linha, com as baionetas caladas, por detrás da proteção de um escarpado raso. Em uma linha perfeita de batalha, eles avançaram até a encosta barrenta, até serem detidos a cerca de 115 metros do muro de pedras por repetidas rajadas de rifles. Alguns soldados foram capazes de chegar à uma distância de 35 metros, mas tendo sofrido pesadas baixas ocasionadas pelo fogo de artilharia e de infantaria, os sobreviventes permaneciam deitados. Kimball foi gravemente ferido durante o ataque, e sua brigada sofreu vinte e cinco por cento de baixas. As brigadas de French, sob o comando dos coronéis John W. Andrews e Oliver H. Palmer seguiram, com baixas de quase cinquenta por cento.

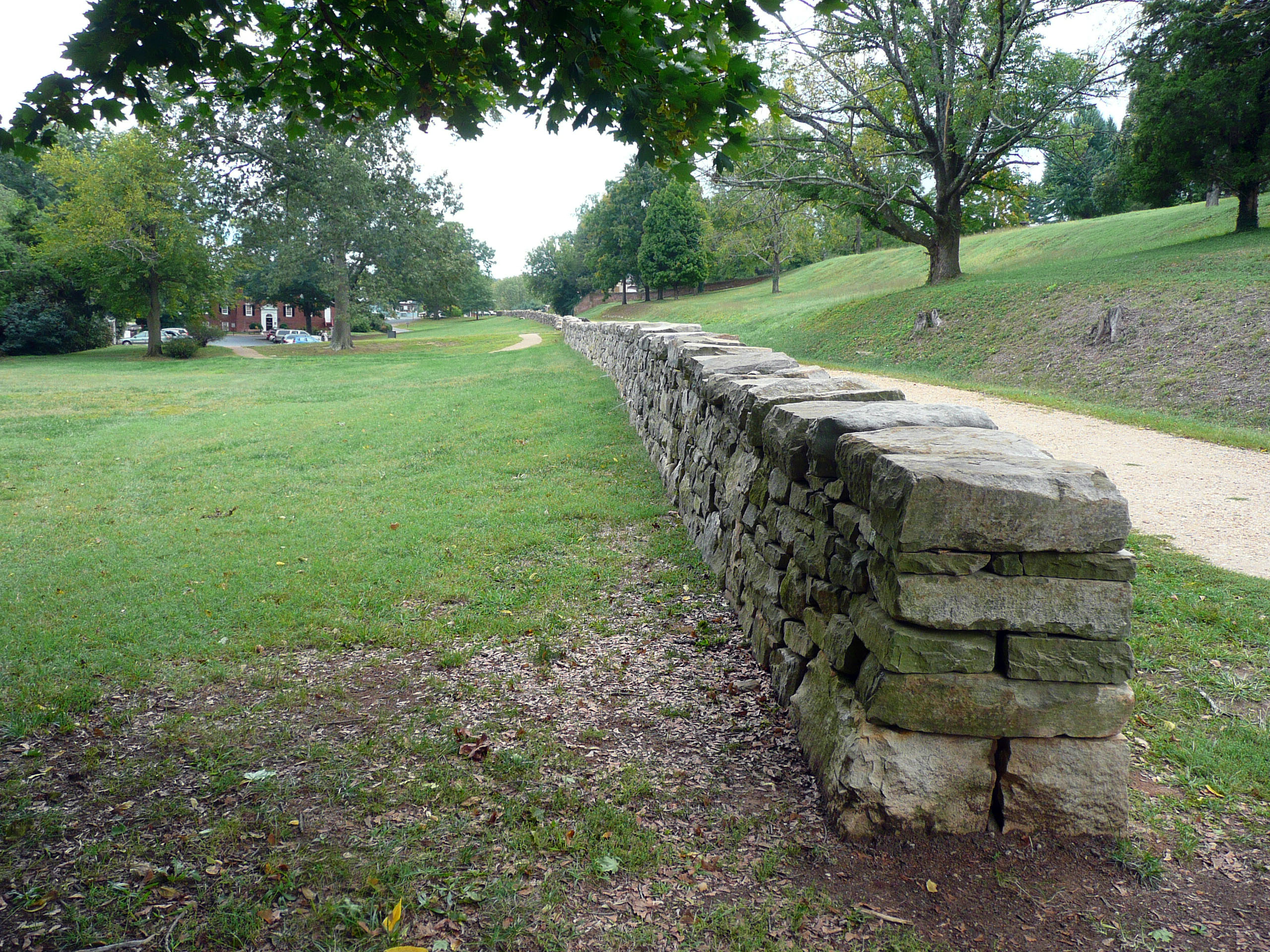
A Sunken Road em Marye's Heights, em 2010. Aproximadamente 3 000 soldados confederados de infantaria estiveram alinhados em fileiras múltiplas atrás do muro de pedras ao longo de cerca de 550 metros, e outros 3 000 estiveram no topo da encosta atrás dele, junto com sua artilharia.

A ordem original de Sumner era para que a divisão do brigadeiro-general Winfield Hancock desse apoio a French, e Hancock enviasse sua brigada, sob o comando do coronel Samuel K. Zook, na retaguarda da de Palmer. Eles encontraram um destino semelhante. Em seguida estava a sua brigada irlandesa, sob o comando do brigadeiro-general Thomas Francis Meagher. Por coincidência, eles atacaram a área defendida por colegas irlandeses do 24º de Infantaria da Geórgia, sob o comando do coronel Robert McMillan. Um confederado que viu as bandeiras regimentais verdes se aproximando gritou: "Oh Deus, que pena! Aí vêm os companheiros de Meagher". Porém, McMillan exortou seus soldados: "Deem-lhes agora, rapazes! Agora é a hora! Deem-lhes!" A última brigada de Hancock era liderada pelo brigadeiro-general John C. Caldwell. Comandando seus dois regimentos do lado esquerdo, o coronel Nelson A. Miles sugeriu para Caldwell que a prática de marchar em formação, atirando, e parando para recarregar as armas, fazia dos soldados da União alvos fáceis, e que uma carga de baionetas caladas seria eficaz na execução da missão. Caldwell negou a permissão. Miles foi atingido por uma bala na garganta quando liderava seus homens a menos de trinta e cinco metros do muro de pedras, onde estavam encurralados, como já havia ocorrido anteriormente com seus predecessores. O próprio Caldwell foi logo a seguir atingido por duas balas e colocado fora de ação.
O comandante do II Corpo de exército, major-general Darius N. Couch, estava perplexo com a carnificina sofrida por suas duas divisões na hora da luta e, assim como o coronel Miles, percebeu que a tática não estava funcionando. Inicialmente considerou executar uma carga maciça de baionetas para dominar os defensores, mas assim que analisou a linha de frente, logo percebeu que as divisões de French e de Hancock não estavam em condições de avançar novamente. Ele então planejou para sua última divisão, comandada pelo major-general Oliver O. Howard, uma movimentação para a direita, na tentativa de envolver a esquerda confederada, mas ao receber pedidos urgentes de ajuda vindos de French e Hancock, ele mandou que os homens de Howard se dirigissem para o mesmo lugar onde se encontravam os predecessores. A brigada do coronel Joshua Owen seguiu na frente, reforçada pela brigada do  coronel Norman J. Hall, e, em seguida, dois regimentos da brigada do brigadeiro-general Alfred Sully. O outro corpo de exército na grande divisão de Sumner era o IX Corpo, e ele enviou uma de suas divisões, sob o comando do brigadeiro-general Samuel D. Sturgis. Após duas horas de luta desesperada, quatro divisões da União tinham fracassado na missão para a qual Burnside havia originalmente atribuído a apenas uma. As baixas foram pesadas: o II Corpo perdeu durante a tarde 4 114 homens, a divisão de Sturgis 1 011.
Enquanto o Exército da União dava uma trégua, Longstreet reforçou sua linha de modo que houvesse quatro fileiras de soldados de infantaria atrás do muro de pedra. O brigadeiro-general Thomas Reade Rootes Cobb da Geórgia, que havia comandado o setor-chave da linha de defesa, foi mortalmente ferido pela bala de um franco-atirador e substituído pelo brigadeiro-general Joseph B. Kershaw. O general Lee expressou preocupações a Longstreet sobre um avanço maciço de tropas para romper sua linha de defesa, mas Longstreet garantiu a seu comandante, "General, se você colocar todos os homens do outro lado do Potomac nesse campo para avançar contra mim, e me der muita munição, eu irei matar todos eles antes de chegarem até minha linha".

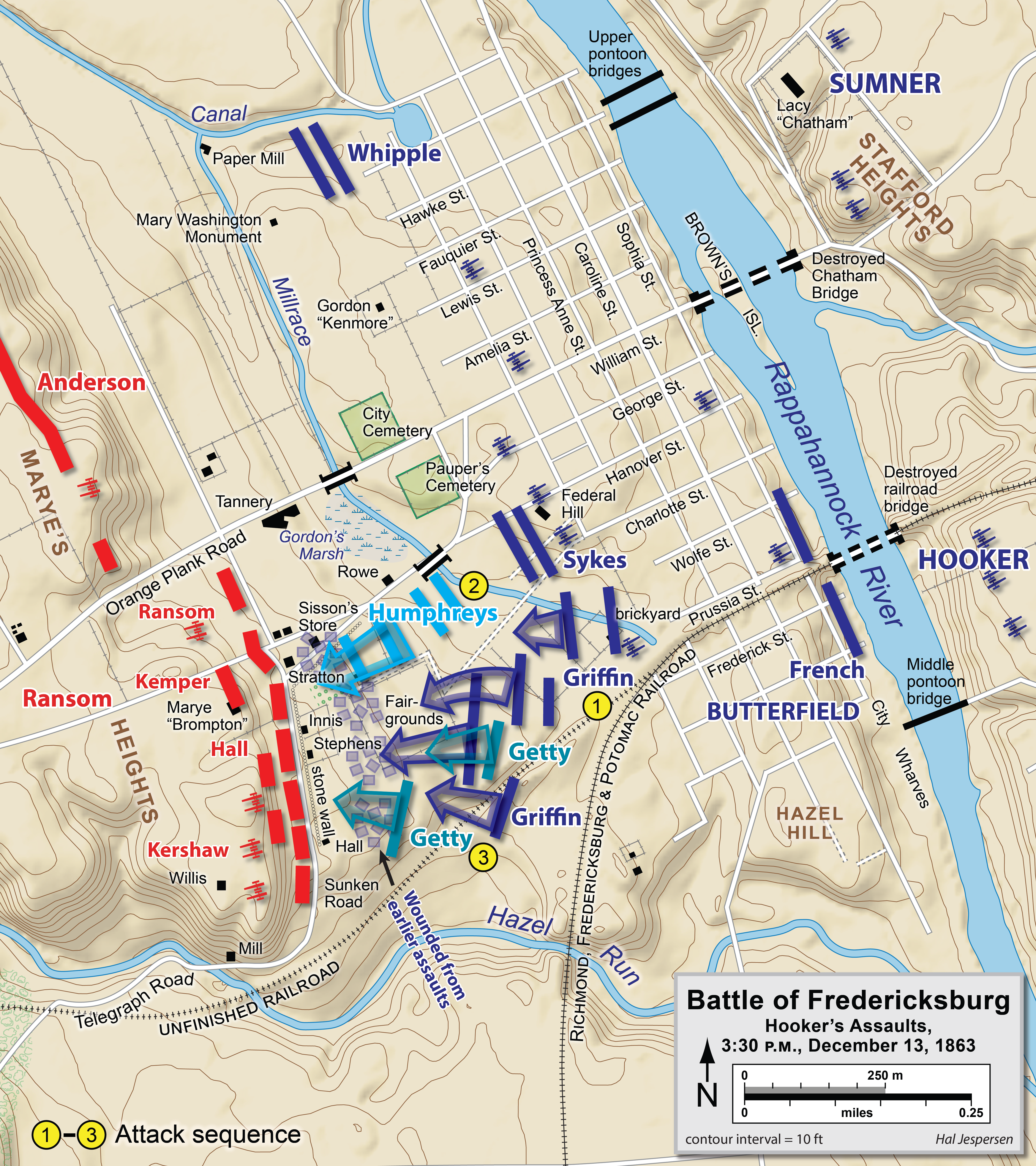
O ataque de Hooker, 3:30h da tarde, 13 de dezembro de 1862. A sequência dos ataques das divisões da União foi: Griffin (V Corpo), Humphreys (V), e Getty (IX).

No meio da tarde, Burnside tinha fracassado em ambos os flancos para progredir contra os confederados. Em vez de repensar a sua abordagem em face das pesadas baixas, ele teimosamente decidiu continuar no mesmo padrão. Enviou ordens para Franklin renovar o ataque do lado esquerdo (que, como descrito anteriormente, o comandante da Grande Divisão da Esquerda ignorou) e ordenou que sua Grande Divisão do Centro, comandada pelo major-general Joseph Hooker, atravessasse o rio Rappahannock em Fredericksburg e continuasse o ataque a Marye's Heights. Hooker realizou um reconhecimento pessoal (algo que nem Burnside, nem Sumner haviam feito, os dois permanecendo a leste do rio durante os fracassados ataques) e retornou para o quartel-general de Burnside para aconselhar contra a realização do ataque.
O brigadeiro-general Daniel Butterfield, comandando o V Corpo de exército de Hooker, enquanto esperava Hooker retornar de sua audiência com Burnside, enviou sua divisão, sob o comando do brigadeiro-general Charles Griffin, para auxiliar os homens de Sturgis. Nesse momento, a divisão confederada do major-general George Pickett e uma das brigadas do major-general John Bell Hood haviam marchado na direção norte para reforçar Marye's Heights. Griffin lançou suas três brigadas contra a posição confederada, uma após outra. Também preocupado com Sturgis, Couch enviou os seis canhões da Bateria B, 1ª Artilharia Ligeira de Rhode Island, do capitão John G. Hazard, para dentro dos 140 metros da linha de defesa confederada. Eles foram duramente atingidos pelos atiradores e pelo fogo de artilharia confederados e não proporcionaram qualquer alívio efetivo para Sturgis.

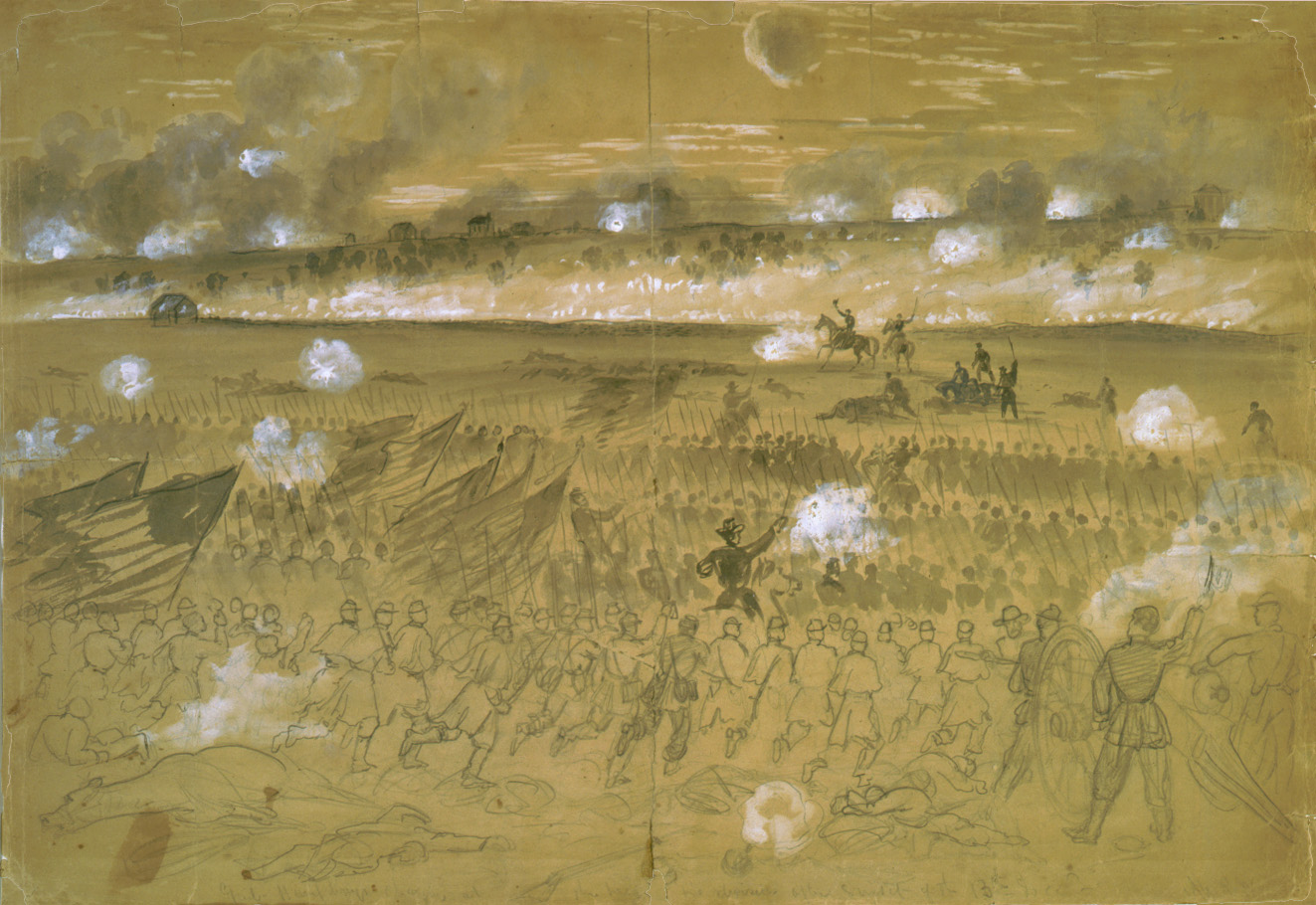
O ataque do general Humphreys à frente de sua divisão após o crepúsculo de 13 de dezembro de 1862. Esboço por Alfred Waud.

Um soldado da divisão de Hancock relatou um movimento na linha confederada que levou alguns a crer que o inimigo pudesse estar em retirada. Apesar da inverossimilhança desta suposição, a divisão do V Corpo de exército, do brigadeiro-general Andrew A. Humphreys recebeu ordens para atacar e aproveitar a situação. Humphreys conduziu sua primeira brigada a cavalo, com seus homens se deslocando sobre e em torno de soldados caídos com baionetas caladas e fuzis descarregados. Alguns dos homens caídos agarravam as pernas de sua calça durante a passagem, exortando seus camaradas a não seguirem adiante, fazendo com que a brigada tornar-se seu deslocamento algo um tanto desorganizado. O avanço chegou a menos de 45 metros da defesa inimiga antes de ser barrado por tiros concentrados de fuzis. Foi ordenado que o brigadeiro-general George Sykes avançasse com sua divisão do V Corpo do exército regular para apoiar a retirada de Humphreys, mas seus homens foram pegos em um fogo cruzado e ficaram imobilizados.
Por volta das quatro horas da tarde, Hooker retornou de seu encontro com Burnside, não tendo conseguido convencer o comandante geral a abandonar os ataques. Enquanto Humphreys ainda estava atacando, Hooker relutantemente ordenou à divisão do IX Corpo de exército do brigadeiro-general George W. Getty para também atacar, mas desta vez o terreno mais à esquerda de Marye's Heights, em Willis Hill. A brigada do coronel Rush Hawkins, seguida da brigada do coronel Edward Harland, moveu-se ao longo de uma linha ferroviária inacabada bem ao norte de Hazel Run, aproximando-se da linha de defesa confederada sem ser percebida no entardecer, mas posteriormente foi detectada, recebida a tiros, e repelida.
Sete divisões da União foram enviadas, geralmente uma brigada de cada vez, num total de quatorze ataques individuais, todas elas fracassaram, causando-lhes de 6 mil a 8 mil baixas. As perdas confederadas em Marye's Heights totalizaram cerca de 1 200 homens. O cair da noite e os apelos dos subordinados de Burnside foram o suficiente para colocar um fim aos ataques. Longstreet escreveu mais tarde: "Os ataques foram desesperados e sangrentos, mas totalmente inúteis". Milhares de soldados da União passaram a noite fria de dezembro nos campos, incapazes de se moverem ou de ajudar os feridos por causa do fogo confederado. Naquela noite, Burnside tentou culpar seus subordinados pelos ataques desastrosos, mas eles argumentaram que era inteiramente culpa dele e de mais ninguém.

### Calmaria e retirada, 14-15 de dezembro
Durante uma reunião de jantar na noite de 13 de dezembro, Burnside dramaticamente anunciou que iria pessoalmente comandar seu antigo IX Corpo de exército em um ataque final sobre Marye's Heights, mas seus generais o convenceram a desistir da ideia na manhã seguinte. Os exércitos permaneceram em posição durante todo o dia 14 de dezembro. Naquela tarde, Burnside pediu a Lee uma trégua para socorrer seus feridos, o que foi elegantemente concedido. No dia seguinte, as forças federais recuaram para o outro lado do rio, e a campanha chegou ao fim.
Um testemunho da extensão da carnificina e do sofrimento durante a batalha foi a história de Richard Rowland Kirkland, um sargento do Exército confederado da Companhia G, 2º de Infantaria de Voluntários da Carolina do Sul. Posicionado atrás do muro de pedras à beira da Sunken Road, abaixo de Marye's Heights, Kirkland viu de perto o sofrimento e como tantos outros ficou estarrecido com os gritos de socorro dos soldados feridos da União durante toda a noite fria do inverno de 13 de dezembro de 1862. Depois de obter permissão do seu comandante, o brigadeiro-general Joseph B. Kershaw, Kirkland reuniu cantis e em plena luz do dia, sem o benefício de um cessar-fogo ou de uma bandeira branca (recusado por Kershaw), forneceu água a numerosos feridos da União deitados no campo de batalha. Os soldados da União não atiraram nele, pois era óbvia sua intenção. Kirkland foi apelidado de o "Anjo de Marye's Heights" por essas ações, e está imortalizado com uma estátua de Felix de Weldon no Parque Militar Nacional de Fredericksburg e Spotsylvania, onde levou a cabo suas ações.

## Consequências
O Exército da União sofreu 12 653 baixas (1 284 mortos, 9 600 feridos, 1 769 capturados/desaparecidos). Dois generais da União foram mortalmente feridos: os brigadeiros-generais George Dashiell Bayard e Conrad Feger Jackson. O Exército dos Estados Confederados perdeu 5 377 homens (608 mortos, 4 116 feridos, 653 capturados/desaparecidos), a maioria deles nos primeiros combates na linha de defesa de Jackson. Os brigadeiros-generais confederados Maxcy Gregg e Thomas Reade Rootes Cobb foram mortalmente feridos. As baixas sofridas por cada exército mostraram claramente como foram desastrosas as táticas do Exército da União. Embora a luta no flanco sul tenha produzido baixas aproximadamente iguais (cerca de 4 mil confederada, 5 mil da União), a do flanco norte foi completamente desequilibrada, com cerca de oito baixas da União para cada confederada. Os homens de Burnside sofreram consideravelmente mais no ataque originalmente concebido como uma diversão do que em seu esforço principal.
O Sul explodiu em júbilo com a sua grande vitória. O jornal Examiner, de Richmond, descreveu-a como uma "derrota atordoante para o invasor, uma vitória esplêndida para o defensor do solo sagrado". O general Lee, normalmente reservado, foi descrito pelo jornal Mercury, de Charleston, como "jubilante, quase fora de equilíbrio, e aparentemente desejoso em abraçar todo aquele que fosse visitá-lo". O jornal também dizia que, "O general Lee conhece seu trabalho e o exército ainda não sabe o que é a palavra fracasso".
As reações foram opostas no Norte, e tanto o Exército quanto o presidente Lincoln ficaram sob fortes ataques por parte dos políticos e da imprensa. O senador Zacarias Chandler, um republicano radical, escreveu que, "O presidente é um homem fraco, fraco demais para a ocasião, e aqueles generais tolos ou traidores estão desperdiçando tempo e ainda mais, o sangue precioso em batalhas indecisas e adiamentos." O governador da Pensilvânia Andrew Curtin visitou a Casa Branca depois de uma viagem ao campo de batalha. Ele disse ao presidente: "Não foi uma batalha, foi uma carnificina". Curtin informou que o presidente estava "de coração partido no recital, e logo atingiu um estado de excitação nervosa beirando à insanidade." Lincoln mesmo escreveu, "Se há um lugar pior que o inferno, eu estou nele". Burnside foi destituído do comando um mês depois, após uma tentativa frustrada de remover alguns de seus subordinados do Exército e o humilhante fracasso de sua "Marcha na lama" em janeiro.

## Esforços de preservação
Em março de 2006, a Civil War Trust (CWT) anunciou o início de uma campanha nacional de 12 milhões de dólares americanos para preservar a histórica Fazenda Slaughter Pen, uma parte fundamental do campo de batalha de Fredericksburg. A fazenda de 0,83 km2, conhecida localmente como Pierson Tract, foi palco de lutas sangrentas em 13 de dezembro de 1862. Sobre esse chão, soldados federais sob o comando do major-general George Gordon Meade e do brigadeiro-general John Gibbon lançaram seu ataque contra os confederados do tenente-general Thomas "Stonewall" Jackson que estavam posicionados na parte sul da linha de defesa do Exército da Virgínia do Norte em Fredericksburg. Apesar de sofrerem enormes baixas as tropas federais sob o comando de Meade foram capazes de penetrar temporariamente na linha de defesa confederada e por um tempo representaram a melhor chance do Norte de vencer a batalha de Fredericksburg. Os combates desta parte sul do campo de batalha, mais tarde chamados de Slaughter Pen, produziram 5 mil baixas e receberam cinco Medalhas de Honra.
A Fazenda Slaughter Pen foi considerada a maior a parte restante desprotegida do campo de batalha de Fredericksburg. É também o único lugar no campo de batalha onde o visitante pode ainda acompanhar o ataque da União de 13 de dezembro do começo ao fim. Quase todas as outras terras associadas aos ataques da União em Fredericksburg, tanto na extremidade sul do campo de batalha, quanto na frente de Marye's Heights, tem sido degradadas pelo desenvolvimento. A aquisição da Fazenda Slaughter Pen por 12 milhões de dólares no campo de batalha de Fredericksburg tem sido chamada de a mais ambiciosa aquisição sem fins lucrativos de um campo de batalha na história americana.
Em outubro de 2006, o Departamento do Interior dos Estados Unidos atribuiu um subsídio de 2 mil milhões de dólares americanos com base na significância da Fazenda Slaughter Pen. O dinheiro foi fornecido através de uma apropriação do Congresso dos Estados Unidos do Fundo de Terras e Conservação das Águas. O fundo apoia os esforços não federais para adquirir e preservar terras de campos de batalhas significativos da Guerra de Secessão. O programa é administrado pelo American Battlefield Protection Program, um braço do Serviço Nacional de Parques. Além disso, a Central Virginia Battlefields Trust (CVBT) comprometeu um milhão de dólares para a campanha de angariação de fundos da Fazenda Slaughter Pen.

## Na mídia popular
A Batalha de Fredericksburg foi retratada no filme de 2003, Gods and Generals, baseado no romance de mesmo nome. Tanto o romance, quanto o filme, focam principalmente os desastrosos ataques em Marye's Heights, com o filme destacando os ataques da divisão de Winfield Hancock, da Brigada irlandesa, das brigadas de John C. Caldwell e Samuel K. Zook, e do 20º Regimento de Infantaria do Maine.
A autora americana Louisa May Alcott ficcionalizou sua experiência em enfermagem atendendo soldados feridos na Batalha de Fredericksburg em seu livro Hospital Sketches (1863).
Também é retratada na música Clear the Way (December 13th, 1862) da banda de heavy metal Iced Earth em seu álbum de 2017, Incorruptible.

## Leituras adicionais
- Bruce Catton. Mr. Lincoln's Army. Garden City, NY: Doubleday and Company, 1951. ISBN 0-385-04310-4.
- Clement A. Evans, ed. Confederate Military History: A Library of Confederate States History. 12 vols. Atlanta: Confederate Publishing Company, 1899. OCLC 833588.
- Glatthaar, Joseph T. General Lee's Army: From Victory to Collapse. Nova Iorque: Free Press, 2008. ISBN 978-0-684-82787-2.
- Hattaway, Herman, e Archer Jones. How the North Won: A Military History of the Civil War. Urbana: University of Illinois Press, 1983. ISBN 0-252-00918-5.
- James Longstreet. From Manassas to Appomattox: Memoirs of the Civil War in America. Nova Iorque: Da Capo Press, 1992. ISBN 0-3068-0464-6. Primeira publicação em 1896 por J. B. Lippincott and Co.
- Jeffry D. Wert The Sword of Lincoln: The Army of the Potomac. Nova Iorque: Simon & Schuster, 2005. ISBN 0-7432-2506-6.